# Luxembourg aux Jeux olympiques d'été de 1960
Le Luxembourg  participe aux Jeux olympiques d'été de 1960 à Rome en Italie du 25 août au 11 septembre 1960. Il s'agit de sa 10e participation à des Jeux olympiques d'été.

## Athlétisme
Le Luxembourg aligne six participants aux épreuves d'athlétisme.

## Boxe
Le Luxembourg a cinq représentants dans les épreuves de boxe.

## Canoë-kayak
Trois sportifs sont présents pour le Luxembourg.

## Cyclisme
Le Luxembourg aligne six participants aux épreuves de cyclisme.

## Escrime
Huit hommes et deux femmes participent à l'escrime pour le Luxembourg.

## Gymnastique
Six hommes et deux femmes participent à la gymnastique pour le Luxembourg.

## Haltérophilie
Deux Luxembourgeois sont présents.

## Lutte
Quatre lutteurs luxembourgeois sont présents aux Jeux olympiques.

## Natation
Trois nageurs et une nageuse luxembourgeois participent aux Jeux olympiques.

## Tir
Le Luxembourg est représenté dans les compétitions de tir par quatre athlètes.